# Beverly Hills 90210
Beverly Hills 90210 è una serie televisiva trasmessa negli Stati Uniti tra il 1990 ed il 2000, creata dai produttori Aaron Spelling e Darren Star. Il 90210 del titolo si riferisce allo ZIP Code (l'equivalente statunitense del codice di avviamento postale) della città di Beverly Hills, nella contea di Los Angeles.
Il soggetto fu originale: per la prima volta, infatti, una serie televisiva si propose di raccontare gli adolescenti per quello che erano e sono tutt'oggi, affrontando temi delicati come droga, AIDS, sessualità e alcolismo. La serie seguiva le vicissitudini di un gruppo di adolescenti dell'alta borghesia, abitanti nel quartiere VIP di Beverly Hills, a Los Angeles.

## Trama

I personaggi principali della serie nella sigla della seconda stagione

La storia inizia con i due fratelli gemelli Brandon (Jason Priestley) e Brenda (Shannen Doherty) Walsh che con i genitori si trasferiscono da Minneapolis a Beverly Hills, dove il padre è stato trasferito per lavoro, e si trovano di fronte ad un mondo nuovo, una nuova scuola, l'esclusivo West Beverly High School, e nuove amicizie.
Qui i Walsh si integrano presto nella high society, pur rimanendo con i piedi per terra e non perdendo mai le loro radici medio borghesi. Tra gli studenti del West Beverly c'è la bella e popolare Kelly Taylor (Jennie Garth), ragazza fragile con una famiglia disastrata (la madre cambia continuamente compagno), un passato di anoressia e droghe ed un futuro pieno di incertezze. Il rapporto tra Kelly e Brenda è subito di amore/odio, alternando momenti di grande amicizia ad altri di aspro e aperto contrasto. Questi ultimi si acuiranno quando le due si troveranno a contendersi Dylan McKay (Luke Perry), ragazzo ricco e di mondo che non riesce a stare lontano dai guai. Voci dal set circolate in quegli anni volevano Jennie Garth e Shannen Doherty "nemiche" anche nella vita reale, con la Doherty spesso dipinta come una "bad girl" che funestava le riprese con capricci da diva, ritardi e assurde pretese. Di fatto, Shannen abbandonerà la serie alla fine della quarta stagione e il personaggio di Brenda verrà fatto trasferire a Londra per studiare teatro.

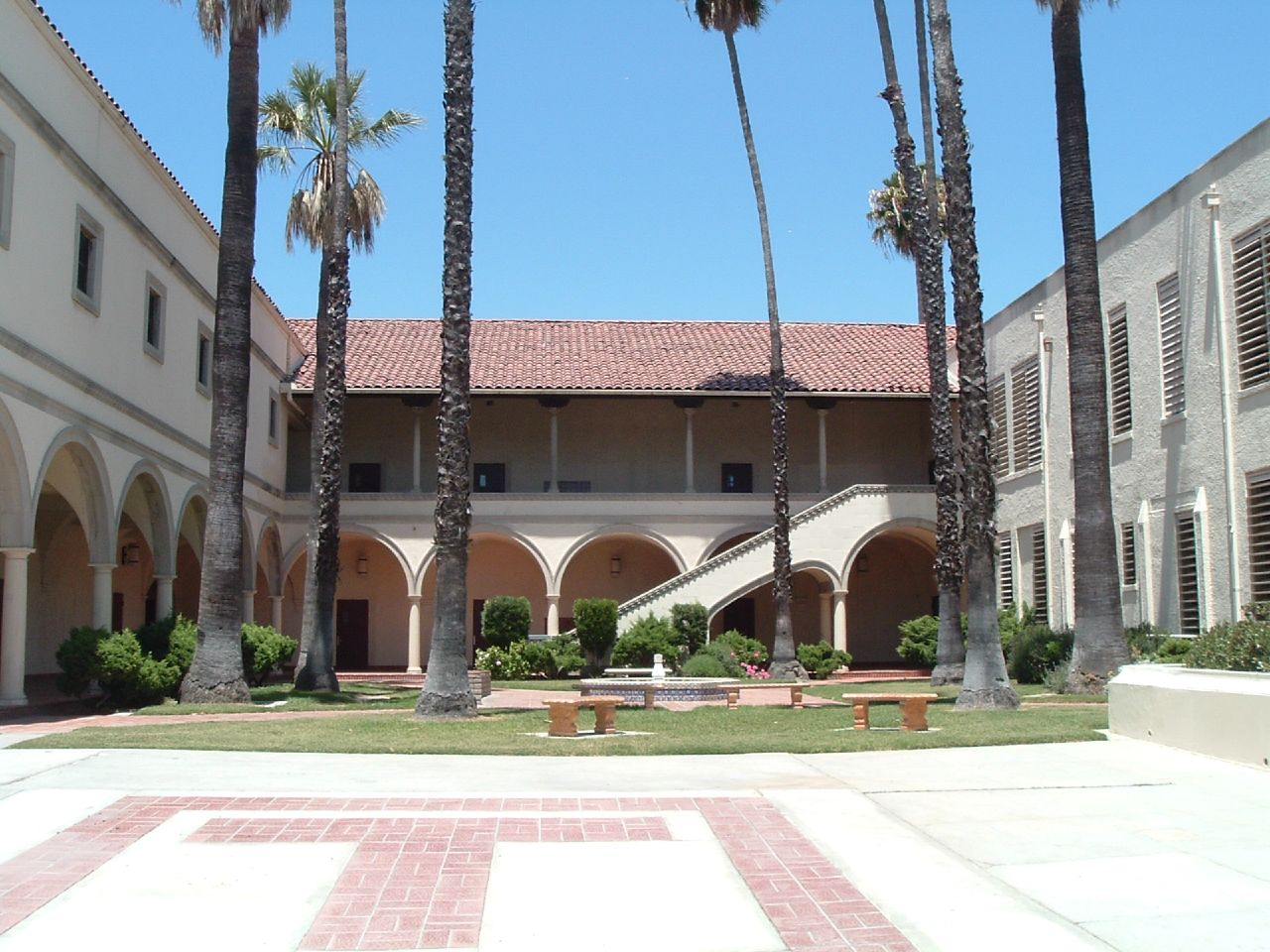
La Torrance High School (nella serie è la West Beverly), usata nelle riprese delle prime tre stagioni; nello spin-off è utilizzata per le riprese la scuola di The O.C..

David Silver (Brian Austin Green) è il dj un po' imbranato, che si innamorerà della dolce, timida e virginale Donna Martin (Tori Spelling) e ne diventerà il fidanzato storico. David, per un breve periodo, sarà anche il fratellastro di Kelly dato un breve matrimonio dei rispettivi genitori (padre di lui/madre di lei) da cui nascerà una bambina, Erin. Brandon stringe un solido rapporto con Andrea Zuckerman (Gabrielle Carteris), una ragazza ebrea che vive con la nonna e sembra soffrire particolarmente per la sua condizione di vita non agiata come quella dei suoi amici e che si sente discriminata per essere la "secchiona" della scuola. Inizialmente sembrerà che tra Brandon e Andrea possa nascere l'amore, ma poi il rapporto si assesterà su una grande e intensa amicizia. Ultimo del gruppo è Steve Sanders (Ian Ziering), ragazzo dal cuore d'oro, figlio di una famosa attrice e particolarmente incline a lanciarsi in complicati progetti e a mettersi nei guai, da cui viene spesso tirato fuori dal saggio e provvidenziale Brandon.
Dopo il diploma le avventure dei ragazzi proseguono al college e poi nel mondo del lavoro, con un cast che si rinnova di continuo tra abbandoni eclatanti (come detto, Shannen Doherty sarà la prima a lasciare la serie, la seguiranno Gabrielle Carteris, Luke Perry e Jason Priestley) e arrivi destinati a far parlare (intorno al fosco personaggio di Valerie Malone, interpretata da Tiffani-Amber Thiessen ruoteranno molti sviluppi).
Il telefilm si conclude alla 10ª stagione con il ritorno della coppia Dylan-Kelly e il matrimonio tra Donna e David che sancirà anche una piccola riunione del cast originario (tranne Shannen Doherty), accorso per la festa di nozze.
Punto fermo della vita dei ragazzi è il loro luogo di ritrovo, il Peach Pit, dove il gestore, Nat Bussicchio, vede questi ragazzi crescere elargendo, di tanto in tanto, consigli paterni.

## Personaggi e interpreti
Non c'è un solo personaggio nell'iniziale provino ad aver partecipato a tutti i 293 episodi della serie. Tori Spelling e Jennie Garth sono i membri del cast con più presenze, entrambe con 292 episodi. Seguono Ian Ziering e Brian Austin Green con 291 presenze. Contando anche gli episodi di Melrose Place in cui compare, il personaggio Kelly Taylor totalizza 295 episodi, ed è quindi il personaggio in assoluto più presente.
L'attore David Gail interpreterà sia il personaggio chiamato "Tom" (comparso nell'episodio "Weekend a Palm Springs" della prima serie) che il ruolo di Stuart Carson (quasi sposo di Brenda).
- Brandon Walsh (stagioni 1-9, guest 10), interpretato da Jason Priestley, doppiato da Marco Guadagno.
Brandon è uno dei punti fermi della serie. Posato, riflessivo, saggio, si dimostra spesso più maturo della sua età e gode di grande stima e fiducia dei suoi genitori. Brillante studente, inizierà a scrivere sul Blaze, il giornale del West Beverly, sviluppando così la passione per il giornalismo che lo porterà poi lontano da Beverly Hills quando accetterà un incarico per il prestigioso Washington Post. Brandon durante la serie conquista il cuore di diverse ragazze; Andrea lo considera l'uomo della sua vita, ma i due non riusciranno mai a vivere una storia d'amore e alla fine la ragazza accetterà il ruolo di amica/confidente. Sarà Kelly invece a conquistare il cuore di Brandon, fino ad arrivare, nella nona stagione, quasi a sposarlo (i due, davanti alla chiesa e in abiti matrimoniali decidono di non fare questo grande passo).
- Brenda Walsh (stagioni 1-4), interpretata da Shannen Doherty, doppiata da Georgia Lepore.
Gemella di Brandon, ne risulta in realtà l'opposto dal punto di vista caratteriale. Si innamorerà, ricambiata, di Dylan, ma il loro rapporto non sarà mai rose e fiori: nei frequenti momenti di lontananza il ragazzo scoprirà un interesse per Kelly, cosa che farà incrinare il rapporto di amicizia tra le due ragazze. Lascia Beverly Hills per trasferirsi a Londra, per approfondire lo studio della recitazione e del teatro. Il personaggio di Brenda non apparirà mai più nel corso della serie, ma rimarrà presente nella memoria degli amici e verrà spesso nominato ed "evocato". Brenda sarà anche l'unica a mancare alla festa di nozze di Donna e David che conclude la serie.
- Steven "Steve" Sanders (stagioni 1-10), interpretato da Ian Ziering, doppiato da Oreste Baldini.
È inizialmente presentato come il classico ragazzo di Beverly Hills: ricco, viziato, arrogante, figlio unico adottato di Samantha Sanders, famosa attrice di sit com e spot pubblicitari. All'inizio della serie vediamo Steve alle prese con un innamoramento mai veramente ricambiato per Kelly: si apprende che i due sono stati insieme per poco tempo, ma per la ragazza è tutto un capriccio. Il carattere di Steve subirà una grande maturazione nel corso degli anni, pur rimanendo sempre una "simpatica canaglia". Si caccerà in ogni sorta di pasticcio e di bizzarra idea imprenditoriale (manager discografico, editore, gestore di locali) venendo sempre aiutato da Brandon che diventerà il suo migliore amico e il modello da cui prendere esempio. Resterà segnato dal grande amore con Clare, destinato a una fine amara, anche se poi metterà la testa a posto con la sua collega Janet.
- Kelly Marlene Taylor (stagioni 1-10), interpretata da Jennie Garth, doppiata da Lorena Bertini.
Kelly è la ragazza più bella della scuola, ma nasconde dietro una cura quasi maniacale del proprio aspetto fisico, una grande fragilità e vuoto affettivo. Sua madre è una donna affascinante ma instabile, con un passato da alcolista e una grande precarietà sentimentale: questo segna profondamente Kelly, rendendola insicura e volubile. I suoi più grandi amori saranno Dylan e Brandon, che in un modo o nell'altro le saranno sempre vicini. Nel corso della serie a Kelly capitano le più varie sventure: subisce un tentato stupro la notte di Halloween all'età di 17 anni, viene coinvolta nell'incendio di una casa in cui si sta svolgendo una festa e rimane ustionata al braccio, è oggetto delle attenzioni morbose di una ragazza più piccola che prende a cuore, poi viene accidentalmente ferita in una sparatoria. In seguito a questo episodio soffrirà per diverso tempo di una grave amnesia. Avrà una storia con un artista tossicodipendente che la inizierà alla droga e all'alcol, e soffrirà molto quando scoprirà che Matt, l'avvocato con cui sembra aver trovato la serenità, è in realtà sposato e conduce una doppia vita. Nella nona stagione subisce uno stupro, di notte, in un vicolo di Los Angeles, mentre sta andando in un bar, da Dylan, per cercare di dissuaderlo dal drogarsi. Rifiuterà una proposta di matrimonio di Brandon nella quinta stagione, arrivando invece fino all'altare, per poi fare dietrofront, nell'ottava stagione. Solo nell'ultimo episodio capirà di considerare Dylan come l'uomo della sua vita.
- Andrea Zuckerman (stagioni 1-5, guest 6, 8 e 10), interpretata da Gabrielle Carteris, doppiata da Francesca Guadagno.
Andrea è la studentessa modello, non particolarmente affascinante ma estremamente intelligente, quasi "secchiona". Direttrice del Blaze e membro dell'élite intellettuale del West Beverly, intende in qualche modo riscattare la sua modesta estrazione sociale e il suo essere ebrea. Nelle prime serie cercherà, invano, di conquistare il cuore di Brandon. Sembra destinata ad un brillante futuro, ma l'incontro con Jesse le cambia la vita: resterà incinta di Hannah e abbandonerà tutto per seguire la famiglia e aiutare il marito nel sogno di diventare avvocato. Dal suo ritorno nell'ultima puntata apprenderemo della fine del suo matrimonio.

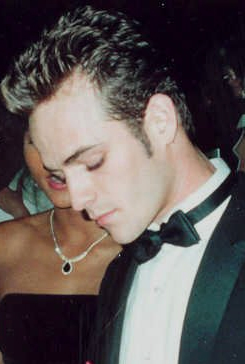
Luke Perry ai tempi della serie (1991)

- Dylan McKay (stagioni 1-6, 9-10), interpretato da Luke Perry, doppiato da Francesco Prando.Luke Perry ai tempi della serie (1991)Vero sex symbol del gruppo, Dylan è in realtà un ragazzo molto solo e pieno di problemi. I genitori non stanno più insieme da anni e il padre Jack è vicino agli ambienti della malavita. Per questo morirà in un attentato lasciando a Dylan delle ingenti ricchezze e un vuoto altrettanto grande, colmato solo in apparenza dalla dipendenza dall'alcool. Amante del surf e delle moto e sempre diviso tra Brenda e Kelly, Dylan si innamorerà di Antonia "Toni" Marchette (interpretata da Rebecca Gayheart), unica figlia di colui che scoprirà essere il mandante dell'omicidio del padre. Incurante delle conseguenze la sposerà per poi vederla morire poco dopo, assassinata dai soliti sicari di Marchette in un tragico scambio di persona. Sconvolto, Dylan lascia così Beverly Hills per raggiungere Brenda a Londra, dove resterà per molto tempo. Tornerà inaspettatamente per sconvolgere la vita di Kelly, da lui mai dimenticata. Scoprirà che il padre in realtà non è mai morto, ma fu tutta una messa in scena dell'FBI per farlo entrare in un Programma protezione testimoni per difenderlo da alcuni personaggi che lo volevano morto. Dirà definitivamente addio a Dylan vista l'impossibilità di una vita allo scoperto dello stesso Jack McKay visto che l'FBI gli comunicherà che dopo 7 anni la mafia ancora lo stava cercando per ucciderlo!
- David Silver (stagioni 1-10), interpretato da Brian Austin Green, doppiato da Giorgio Borghetti.
Dj del West Beverly e simpatico scavezzacollo un po' pasticcione, David è un personaggio sempre circondato da una forte carica positiva. Fa coppia fissa con Donna per molto tempo, arrivando quasi a carpirne l'agognata verginità, ma la sua vita, come quella di molti ragazzi della serie, verrà scossa dall'arrivo dell'ambigua Valerie, con cui intreccerà un rapporto torbido. Non mancherà di avere la sua fetta di guai tra abusi di droghe e sorti altalenanti nell'ambito musicale, ma riuscirà a sposare Donna realizzando il sogno di tutta la vita. David in realtà è un anno più piccolo di tutti i suoi amici e si diploma in anticipo insieme agli altri perché riesce a frequentare dei corsi integrativi.
- Scott Scanlon (stagione 1, ricorrente 2), interpretato da Douglas Emerson, doppiato da Alessandro Quarta.
Scott è il migliore amico di David. Esce di scena quasi subito, quando nel corso di un party in casa si spara accidentalmente con la pistola del padre e muore. Questo episodio segnerà profondamente David che non mancherà mai di ricordare l'amico ogni volta che sarà possibile.
- Donna Marie Martin (stagioni 1-10), interpretata da Tori Spelling, doppiata da Alessandra Korompay.
Donna è l'angelica, candida e ingenua migliore amica di Brenda e Kelly con cui condividerà un'importante fetta di adolescenza. Succube di una madre autoritaria e poco permissiva, Donna cresce seguendo alla lettera la rigida morale cattolica che vieta il sesso prima del matrimonio. La sua verginità è una sorta di "tormentone" della serie, visto che questa decisione accompagnerà Donna nel bene e nel male nel corso delle stagioni, connotando fortemente i suoi rapporti con l'altro sesso. Tuttavia, il suo primo uomo sarà David subito dopo la laurea. Per lei si alterneranno vari uomini, tra i quali il più importante Noah Hunter col quale andrà quasi a vivere insieme. Alla fine (circa 3 puntate prima della fine della serie) scopre di essere stata sempre innamorata di David; i due si sposeranno nell'ultima puntata del telefilm!
- Cindy Walsh (stagioni 1-5, guest 6 e 8), interpretata da Carol Potter, doppiata da Renata Biserni.
Cindy è la tenera madre dei gemelli Walsh. Devota al marito e alla casa, lascerà la serie quando si trasferirà ad Hong Kong con Jim, lasciando la grande casa a disposizione dei figli e dei loro amici.
- Jim Walsh (stagioni 1-5, guest 7-8), interpretato da James Eckhouse, doppiato da Massimo Corvo.
Il capofamiglia Walsh è un valente commercialista, onesto lavoratore e uomo di solidi principi e sana morale. Turbato dal rapporto tra Brenda e Dylan inizialmente cerca di osteggiare questo amore, ma poi si arrende considerando anche la grande fiducia che ha nei suoi figli (specialmente Brandon). Diventa una sorta di figura paterna per lo stesso Dylan nel momento dell'attentato a Jack, ma poi partirà da Beverly Hills per seguire un'opportunità di carriera ad Hong Kong, portando con sé Cindy.
- Jesse Vasquez (stagione 5, ricorrente 4), interpretato da Mark Damon Espinoza, doppiato da Gaetano Varcasia.
È il marito di Andrea, padre di Hannah. Jesse è un aspirante avvocato che per mantenersi accetta di fare anche lavori umili, come il cameriere, spinto da grande abnegazione e forza di volontà. Sposerà Andrea quando scoprirà che è incinta facendo inizialmente grandi sacrifici, ma poi la sua carriera decollerà. Anni dopo, però, Andrea racconterà del loro matrimonio finito facendo intendere che Jesse non le risparmiasse momenti di tensione e anche di violenza.
- Valerie Malone (stagioni 5-9, guest 10), interpretata da Tiffani Thiessen, doppiata da Barbara De Bortoli.
L'arrivo di Valerie a Beverly Hills, in sostituzione di Brenda, è il vero cardine e punto di svolta dell'intera serie. Figlia di amici intimi dei Walsh, bella e spregiudicata, non esiterà a far perdere la testa a tutti gli uomini, con cui avrà in un modo o nell'altro una relazione (tenterà degli approcci anche con Brandon) e ad inimicarsi tutte le donne. Anche nel caso di Valerie dietro la maschera da cattiva si nasconde un dramma: era oggetto di continui abusi sessuali da parte del padre, finché lei stessa, ancora bambina, lo uccise con un colpo di pistola. Lo spettro di questo terribile episodio rimosso si affaccia di continuo nel subconscio di Valerie e solo il venire a patti con il suo passato l'addolcirà e le permetterà di scoprire il suo lato umano, attirando finalmente le prime simpatie fino quasi a diventare un personaggio positivo. Negli anni in cui ha interpretato Valerie, l'attrice Tiffani Amber Thiessen (poi accreditata solo come Tiffani Thiessen) era realmente fidanzata con Brian Austin Green, che interpretava David. Valerie e David avranno poi una relazione anche nella finzione.
- Nat Bussichio (stagioni 6-10, ricorrente 1-5), interpretato da Joe E. Tata, doppiato da Silvio Anselmo.
Nat è una figura cardine per tutti i ragazzi che stazionano continuamente nel suo Peach Pit, locale che è una location storica di tutta la serie. Di chiare origini italiane, romantico, gentile e bonario, Nat è diventato una specie di padre putativo per Brandon, a cui offrirà un lavoro dietro il bancone e una sincera, grandissima amicizia. Nel corso degli anni, però, accusa dei problemi di salute: all'aggravarsi di questi, i "suoi" ragazzi lo solleveranno dalle incombenze lavorative assumendo a vari titoli la gestione del Peach Pit e ideando il Peach Pit by Night, ovvero l'appendice "notturna" del bar che grande parte avrà negli intrecci e nelle storie. Grazie a Brandon ritrova il suo primo amore, che sposa e da cui ha un figlio.
- Clare Arnold (stagioni 6-7, ricorrente 4-5), interpretata da Kathleen Robertson, doppiata da Chiara Colizzi.
Clare è l'affascinante figlia del rettore dell'università della California, dove i ragazzi studiano. Andrà ad abitare alla casa sulla spiaggia con Kelly e Donna diventandone grande amica e vivrà una storia importante con Steve che finirà quando deciderà di partire per inseguire i suoi sogni a Parigi.
- Ray Pruit (stagione 6, ricorrente 5, guest 7) interpretato da Jamie Walters, doppiato da Vittorio Guerrieri.
Ray appare per breve tempo come un ragazzo povero, giunto a Beverly Hills in cerca di fortuna e con la grande passione per la musica e la chitarra. Donna cede al suo fascino e tenta addirittura di farlo accettare dall'inflessibile madre, facendolo nel contempo diventare l'artista di punta del Peach Pit By Night. La storia però finisce quando Ray, in uno dei suoi frequenti attacchi d'ira, rompe un braccio a Donna spingendola dalle scale: capendo di averla fatta grossa andrà via. Jamie Walters utilizzò la "vetrina" del telefilm per promuovere il suo omonimo album da cantautore, che conteneva anche i pezzi che suonava al Peach Pit by Night. Singolo di lancio fu "Hold on"[7], che ebbe un discreto riscontro tra i fan della serie.
- Carly Reynolds (stagione 8), interpretata da Hilary Swank, doppiata da Francesca Fiorentini.
In questo ruolo vediamo l'allora esordiente Hilary Swank (futuro premio Oscar per Boys Don't Cry e Million Dollar Baby) interpretare una ragazza madre che farà breccia nel cuore di Steve. La storia tra Carly e Steve dura poco, a causa del repentino licenziamento dell'attrice.
- Noah Hunter (stagioni 8-10), interpretato da Vincent Young, doppiato da Fabio Boccanera.
 Noah arriva a Beverly Hills in un alone di mistero, allacciando una relazione con Valerie senza però perdere di vista Donna. Si distinguerà nella gestione del Peach Pit by Night.
- Janet Sosna (stagioni 9-10, ricorrente 8), interpretata da Lindsay Price, doppiata da Laura Lenghi.
Janet inizia a lavorare come segretaria e giornalista nel progetto editoriale di Brandon e Steve, crescendo in importanza e considerazione specialmente dopo la partenza di Brandon per Washington. Dopo molte vicissitudini, Steve si accorgerà di provare un sentimento per quella che aveva sempre considerato una simpatica amica e complice e le proporrà di sposarlo, dopo aver avuto insieme una bambina.
- Matt Durning (stagioni 9-10), interpretato da Daniel Cosgrove, doppiato da Riccardo Niseem Onorato (st. 9) e da Francesco Bulckaen (st. 10).
L'affascinante avvocato che fa perdere la testa a Kelly, che per un periodo lo preferirà addirittura a Dylan, nasconde in realtà un segreto: è sposato con una donna con problemi psichici, ricoverata in una struttura. Quando Kelly lo scoprirà il rapporto ne risulterà minato, fino a rompersi definitivamente davanti alla consapevolezza del grande amore con Dylan.
- Gina Kincaid (stagioni 9-10), interpretata da Vanessa Marcil, doppiata da Michela Alborghetti.
Gina è l'intrigante sorellastra di Donna (nata da una relazione clandestina del dottor Martin). Inizialmente personaggio negativo, verrà poi accettata come parte della famiglia, non disdegnando anch'essa diverse relazioni con gli uomini della serie, tra cui Dylan. Oggetto dell'interesse di David, decide di lasciare Los Angeles, dopo aver capito che Dylan McKay non potrà mai ricambiare il suo sentimento. Riesce nonostante tutto a risolvere e combattere le predisposizioni all'autolesionismo e alla bulimia che l'avevano tormentata.

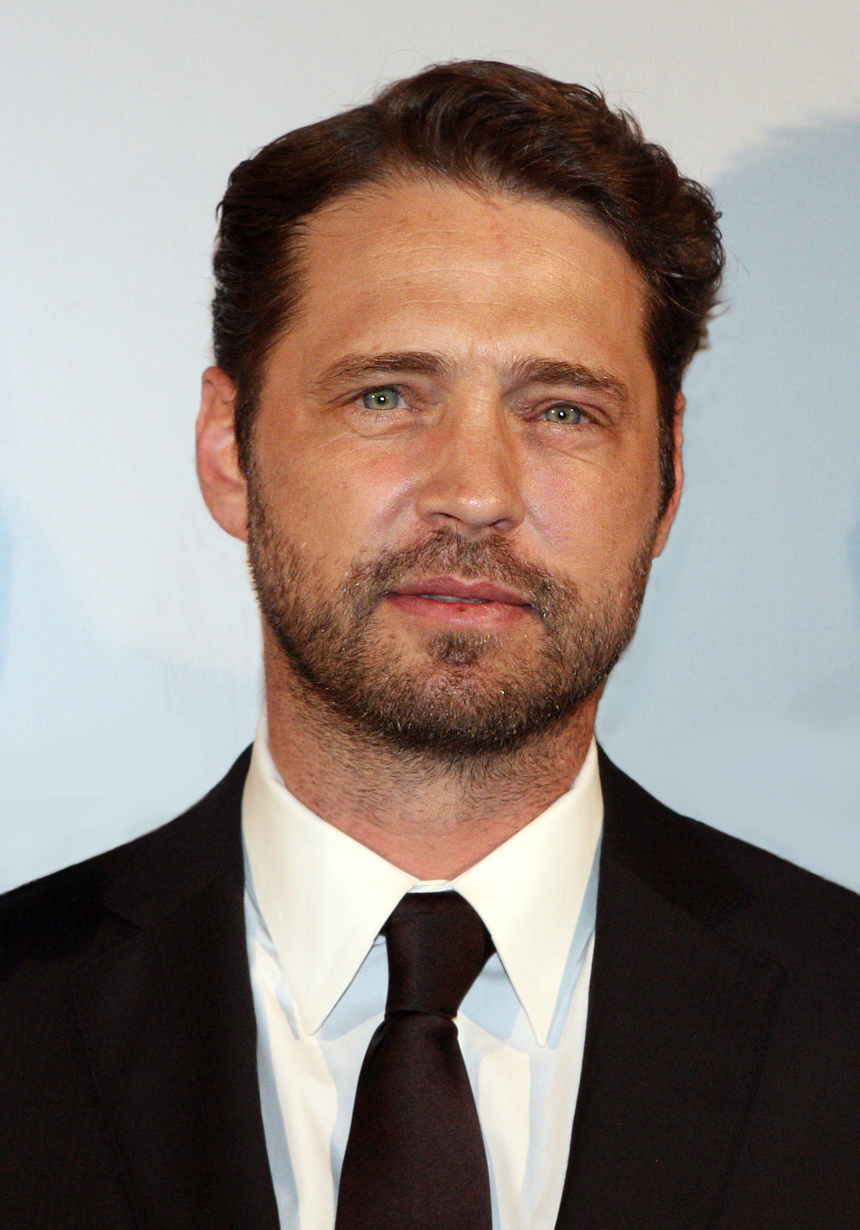
Jason Priestley interpreta Brandon Walsh
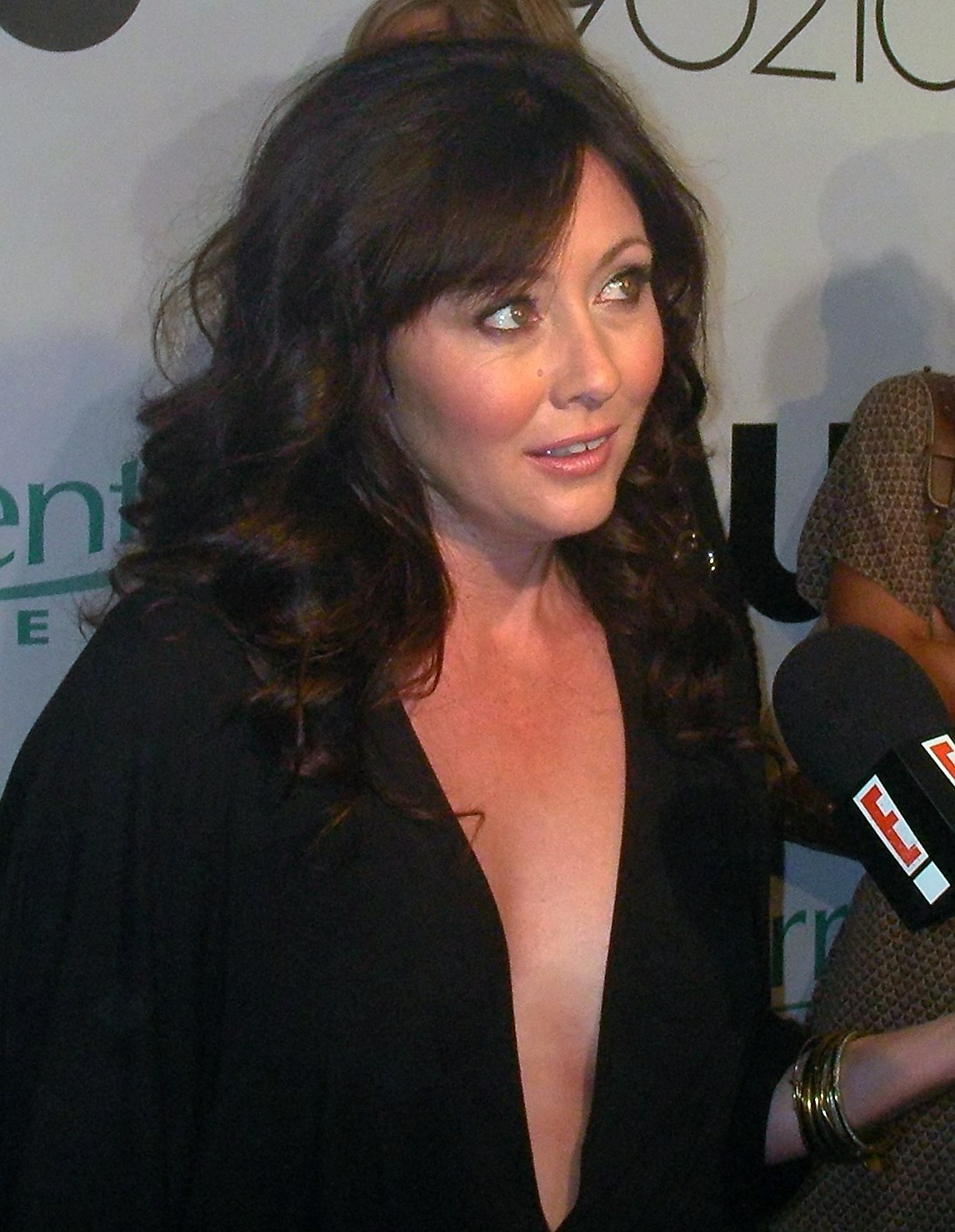
Shannen Doherty interpreta Brenda Walsh
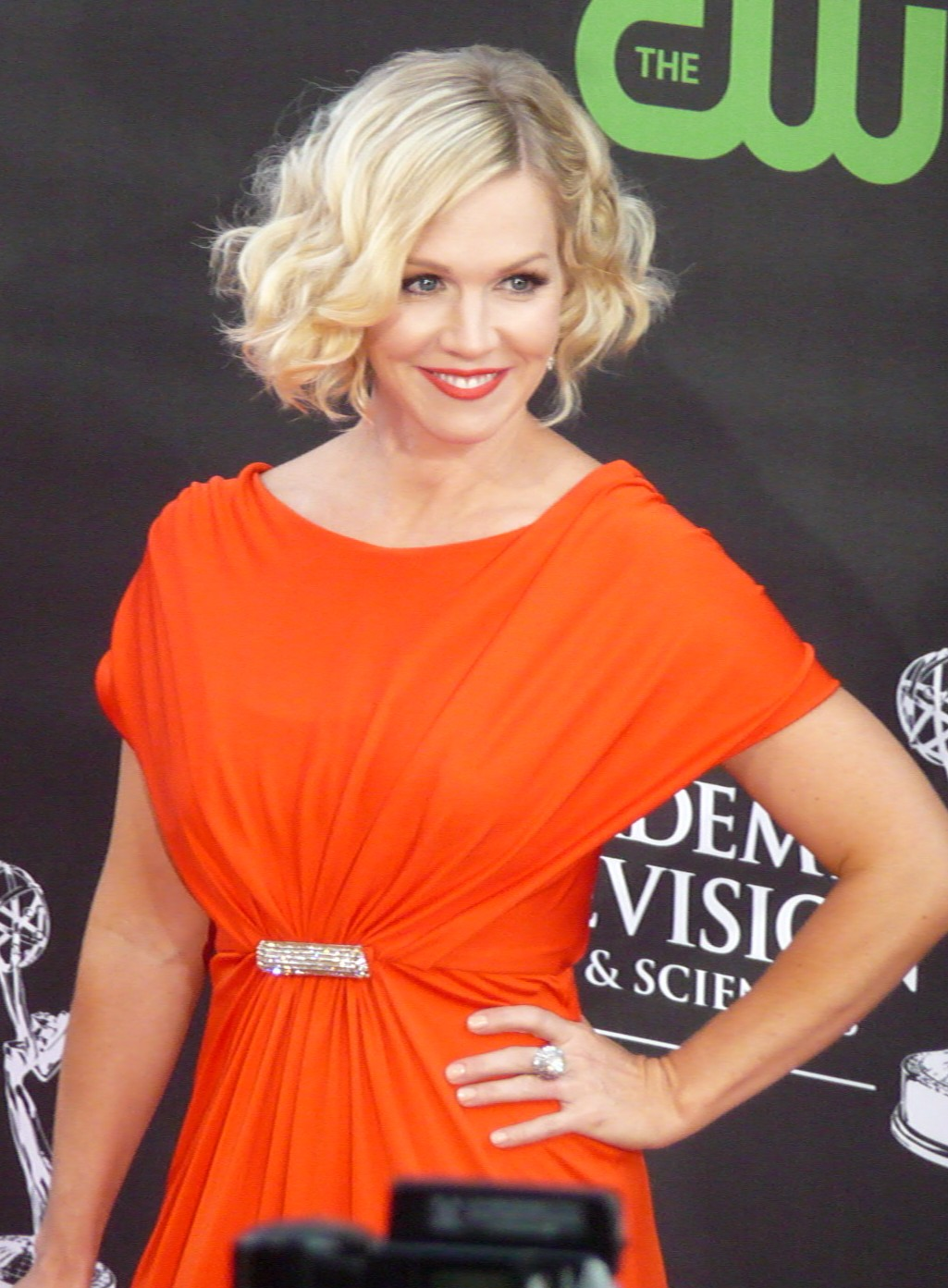
Jennie Garth interpreta Kelly Marlene Taylor
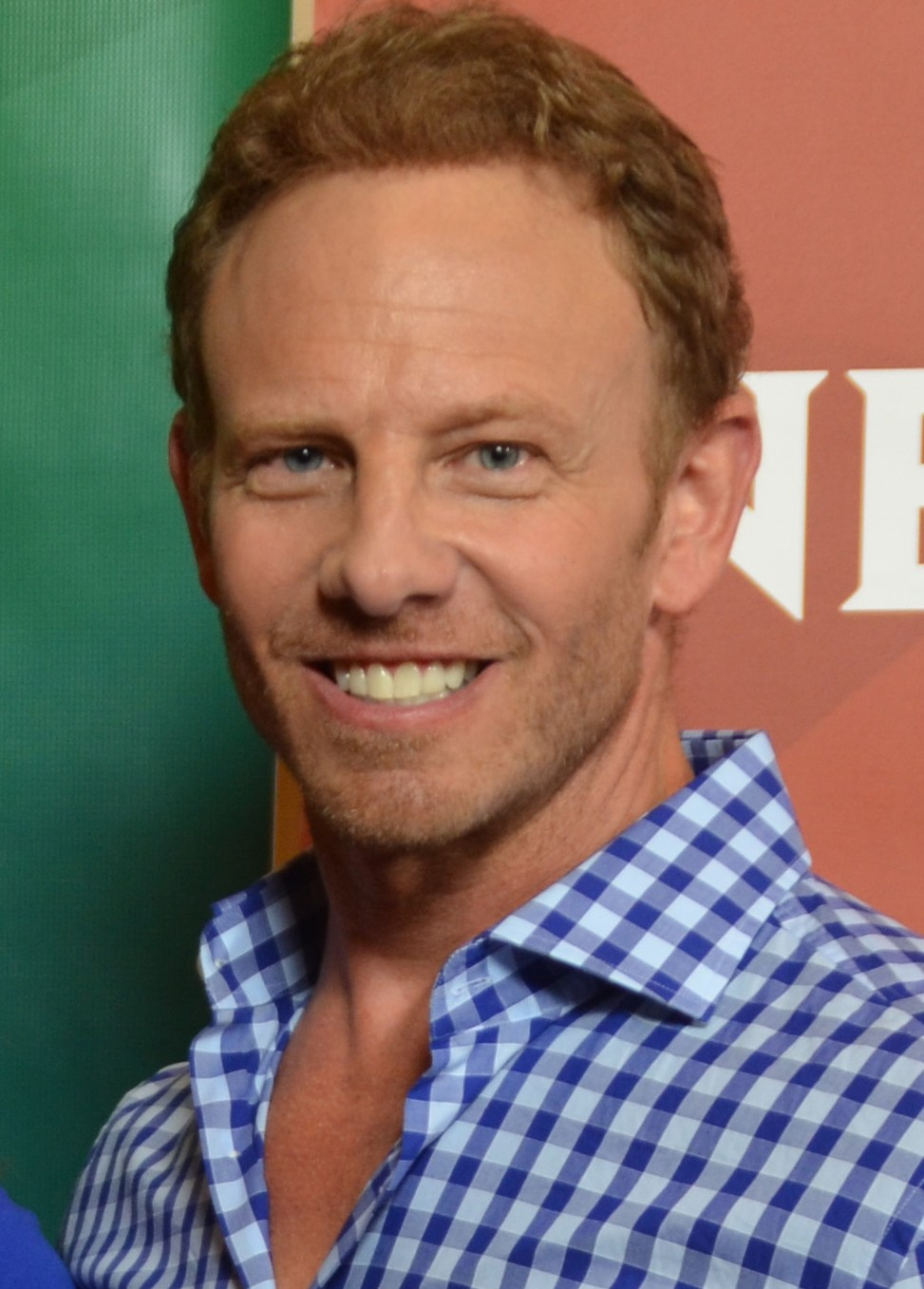
Ian Ziering interpreta Steve Sanders
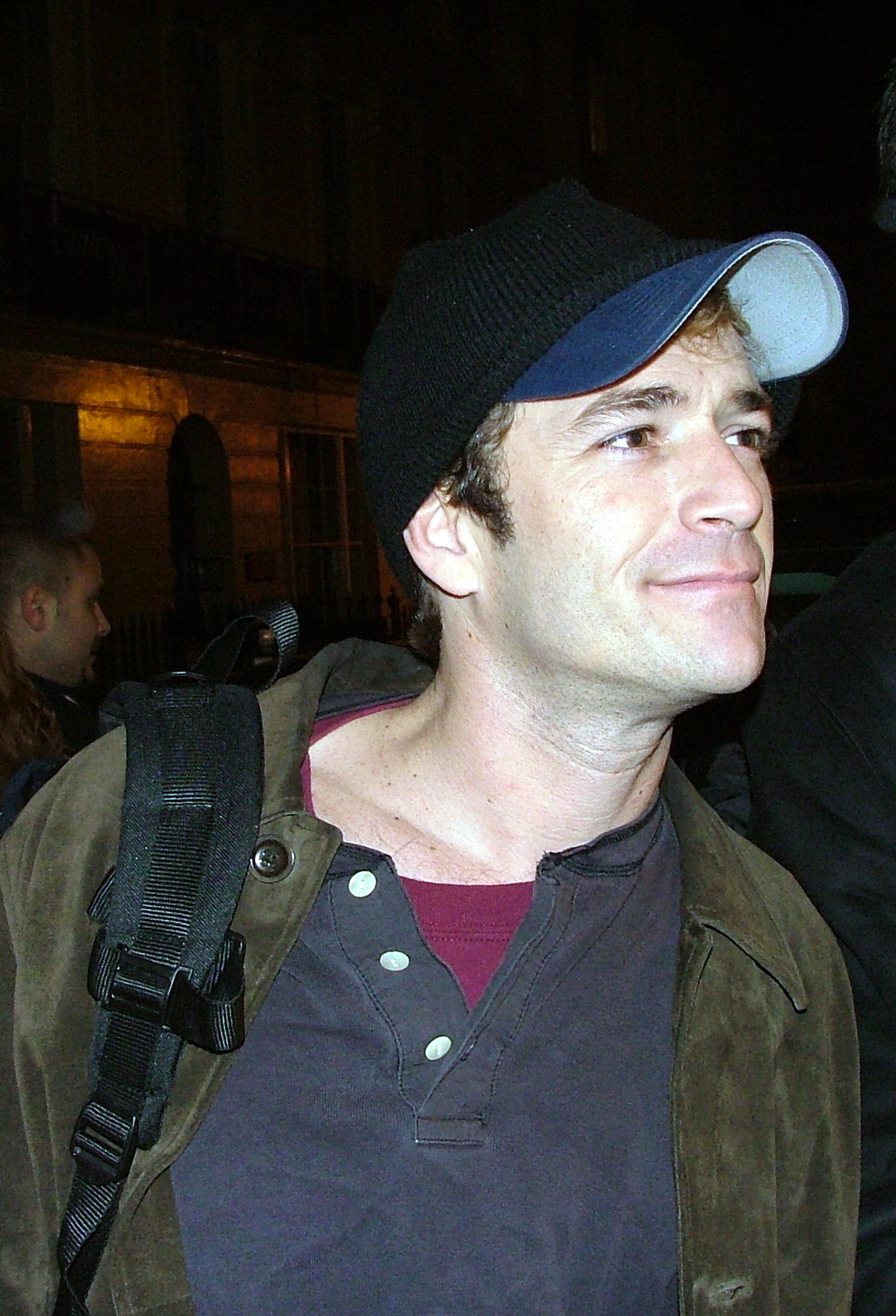
Luke Perry interpreta Dylan McKay
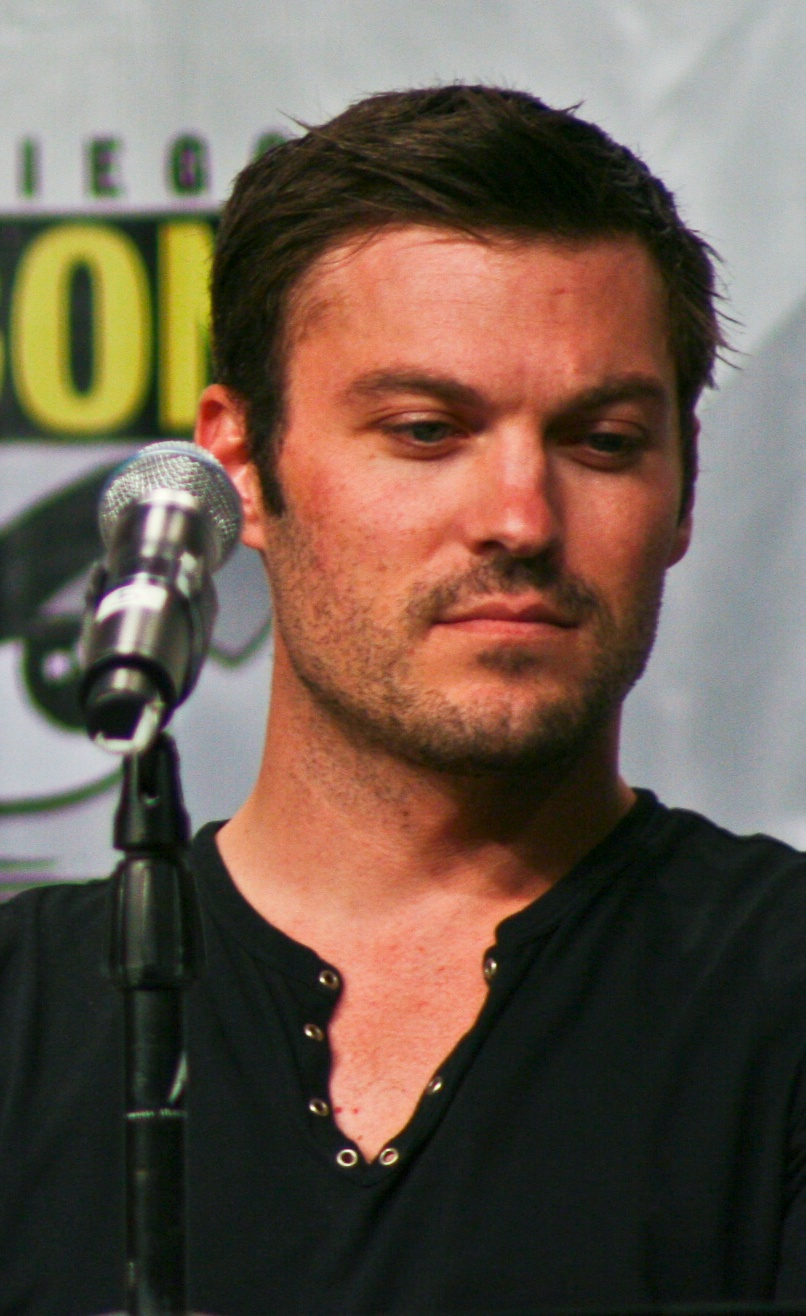
Brian Austin Green interpreta David Silver
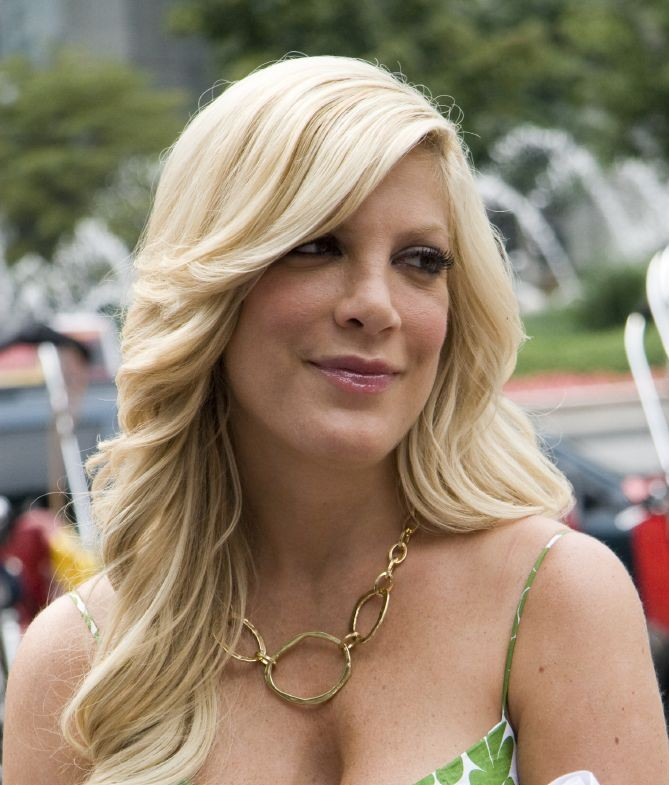
Tori Spelling interpreta Donna Marie Martin
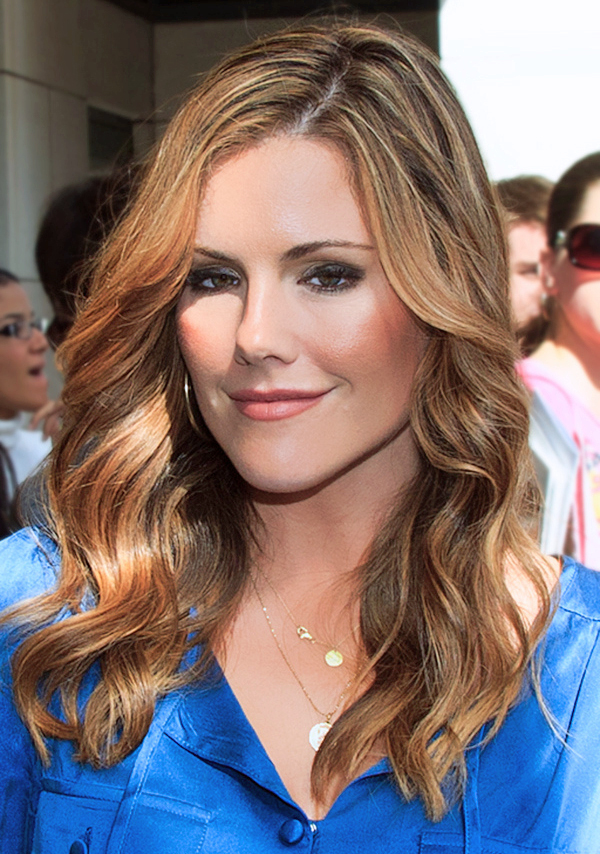
Kathleen Robertson interpreta Clare Arnold
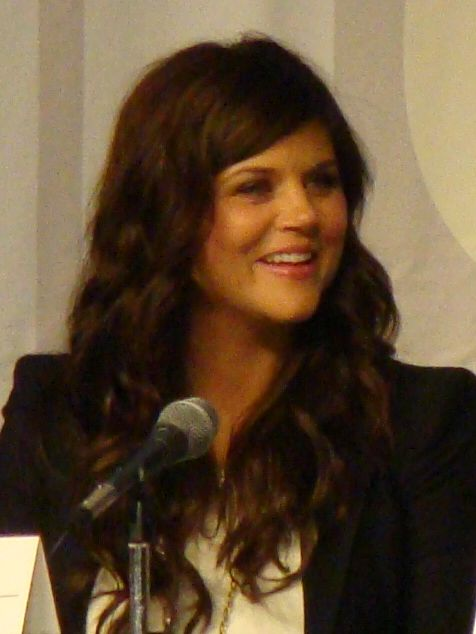
Tiffani-Amber Thiessen interpreta Valerie Malone
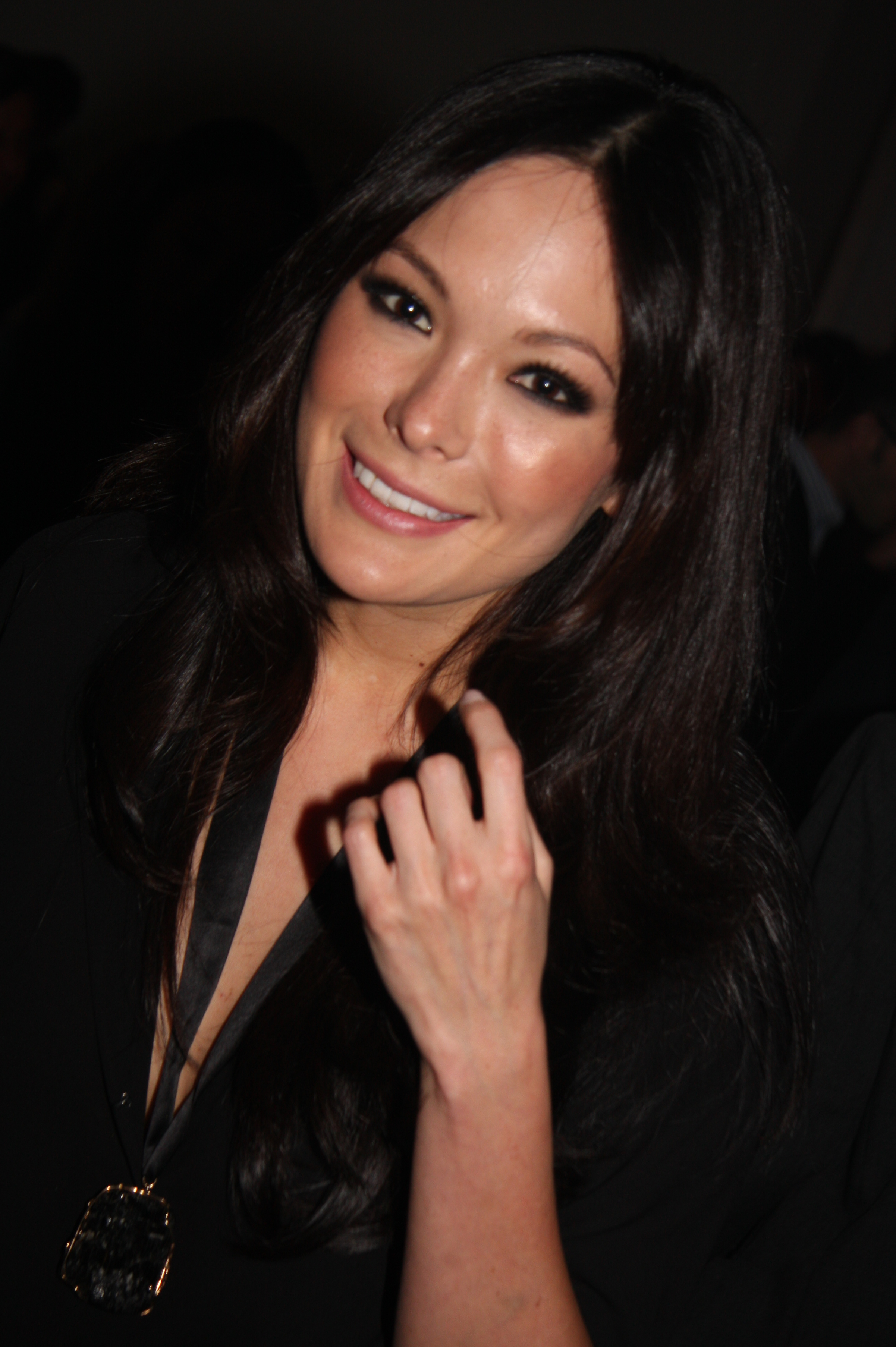
Lindsay Price interpreta Janet Sosna

## Episodi
Negli Stati Uniti andò in onda sul network Fox. In Italia andò in onda dal 19 novembre 1992 al 3 dicembre 2001 su Italia 1.
| Stagione         | Episodi | Prima TV originale | Prima TV Italia |
| ---------------- | ------- | ------------------ | --------------- |
| Prima stagione   | 22      | 1990-1991          | 1992            |
| Seconda stagione | 28      | 1991-1992          | 1993            |
| Terza stagione   | 30      | 1992-1993          | 1994            |
| Quarta stagione  | 32      | 1993-1994          | 1995            |
| Quinta stagione  | 32      | 1994-1995          | 1996            |
| Sesta stagione   | 32      | 1995-1996          | 1997            |
| Settima stagione | 32      | 1996-1997          | 1998            |
| Ottava stagione  | 32      | 1997-1998          | 1999            |
| Nona stagione    | 26      | 1998-1999          | 2000            |
| Decima stagione  | 27      | 1999-2000          | 2000            |

## Produzione
Originariamente presentata come Beverly Hills High, la serie venne scelta per un adattamento televisivo del film Schegge di follia del 1988.

### Casting
Jennie Garth ha dovuto fare l'audizione cinque volte per interpretare il ruolo di Kelly Taylor, ed è stata la prima ad esser entrata nel cast della serie. Gabrielle Carteris sentiva che era troppo vecchia per interpretare una studentessa delle superiori.
Tori Spelling (la figlia di Aaron Spelling), inizialmente fece un provino, sotto il nome di Tori Mitchell, per interpretare Kelly Taylor, ma alla fine venne scelta per il ruolo di Donna Martin. Tori Spelling portò Shannen Doherty all'attenzione di suo padre dopo averla vista recitare in Schegge di follia e fu impressionata dalla sua esibizione.
Lyman Ward venne originariamente scelto come Jim Walsh nell'episodio pilota, ma fu sostituito da James Eckhouse, e le scene di Ward vennero tagliate e rigirate con Eckhouse. Anche Kristin Dattilo venne scelta per il ruolo di Brenda Walsh, ma successivamente rifiutò.
Inoltre, Luke Perry fece l'audizione per il ruolo di Steve Sanders, ma il ruolo andò a Ian Ziering prima che Perry fosse scelto per interpretare Dylan McKay. Il personaggio di Perry non era un membro del cast originale dello show, ed è stato il primo ad apparire nel secondo episodio dello show. Originariamente era destinato a comparire solo in un arco narrativo, per uno o due episodi. Inizialmente, la Fox era riluttante ad averlo incluso nel cast principale, ma Aaron Spelling si sentiva diverso e diede a Perry un ruolo più importante durante i primi due anni fino a quando la rete non fu conquistata.
Nella prima stagione la madre di Donna si chiamava Nancy Martin ed era interpretata dall'attrice Jordana Capra. Quando venne reintrodotta nella seconda stagione, fu chiamata Felice Martin e venne interpretata da Katherine Cannon.
Nell'episodio pilota, il ruolo di Jackie Taylor fu per la prima volta interpretato da Pamela Galloway e poi da Ann Gillespie per il resto della serie. Terence Ford e Arthur Brooks hanno interpretato il padre di Dylan, Jack McKay, in due episodi prima che Josh Taylor assumesse il ruolo.

## Doppiaggio italiano
L'edizione italiana è curata prima da Raffaele Cirioni (st. 1-3), poi da Alberto Porto (st.4-10) per Mediaset. Il doppiaggio è stato eseguito da Mar International.

## Edizione DVD
Dopo una lunghissima attesa, causata da problemi di diritti, la Paramount/CBS ha pubblicato i cofanetti DVD di Beverly Hills 90210, ma solo negli Stati Uniti e in Canada (tutte e dieci le stagioni).
|  | Stagione          | Numero degli episodi | Messa in onda originale | Pubblicazione    | N° dischi |
|  | ----------------- | -------------------- | ----------------------- | ---------------- | --------- |
|  | 1                 | 22                   | 1990-1991               | 7 novembre 2006  | 6         |
|  | 2                 | 28                   | 1991-1992               | 1º maggio 2007   | 8         |
|  | 3                 | 29                   | 1992-1993               | 11 dicembre 2007 | 8         |
|  | 4                 | 32                   | 1993-1994               | 29 aprile 2008   | 8         |
|  | 5                 | 32                   | 1994-1995               | 29 luglio 2008   | 8         |
|  | 6                 | 32                   | 1995-1996               | 25 novembre 2008 | 7         |
|  | 7                 | 32                   | 1996-1997               | 7 aprile 2009    | 7         |
|  | 8                 | 32                   | 1997-1998               | 24 novembre 2009 | 7         |
|  | 9                 | 26                   | 1998-1999               | 2 febbraio 2010  | 6         |
|  | 10                | 27                   | 1999-2000               | 2 novembre 2010  | 6         |
|  | La Serie Completa | 288                  | 1990-2000               | 5 novembre 2013  | 71        |

## Premi
| Anno | Competizione                         | Risultato | Categoria                                                                | Ricevente (Serie o attore) |
| ---- | ------------------------------------ | --------- | ------------------------------------------------------------------------ | --- |
| 1991 | Young Artist Awards                  | Nominato  | Migliore nuova serie televisiva di genere commedia familiare             | – (Beverly Hills 90210) |
| 1991 | Young Artist Awards                  | Vinto     | Migliore attore di supporto in una serie televisiva                      | Douglas Emerson |
| 1991 | Young Artist Awards                  | Nominato  | Migliore attore di supporto in una serie televisiva                      | Brian Austin Green |
| 1991 | Young Artist Awards                  | Nominata  | Migliore attrice di supporto in una serie televisiva                     | Jennie Garth |
| 1991 | Young Artist Awards                  | Nominata  | Migliore attrice di supporto in una serie televisiva                     | Shannen Doherty |
| 1992 | Young Artist Awards                  | Vinto     | Migliore cast giovane in una serie televisiva                            | – |
| 1992 | Young Artist Awards                  | Nominata  | Miglior giovane attrice protagonista in una serie televisiva             | Shannen Doherty |
| 1992 | Young Artist Awards                  | Vinto     | Miglior giovane attore co-protagonista in una serie televisiva           | Brian Austin Green |
| 1992 | Young Artist Awards                  | Vinto     | Miglior giovane attrice co-protagonista in una serie televisiva          | Jennie Garth |
| 1992 | Young Artist Awards                  | Nominata  | Miglior giovane attrice co-protagonista in una serie televisiva          | Tori Spelling |
| 1993 | Young Artist Awards                  | Vinto     | Miglior compagnia giovane del cast in una serie televisiva               | Jason Priestley, Shannen Doherty, Jennie Garth, Ian Ziering, Gabrielle Carteris, Luke Perry, Brian Austin Green, Tori Spelling |
| 1993 | Young Artist Awards                  | Nominato  | Miglior giovane attore ricorrente in una serie televisiva                | Cory Tyler |
| 1993 | Young Artist Awards                  | Vinto     | Miglior giovane attrice ricorrente in una serie televisiva               | Dana Barron |
| 1994 | Young Artist Awards                  | Nominata  | Miglior attrice guest star in una serie televisiva                       | Sabrina Wiener |
| 1998 | Young Artist Awards                  | Nominata  | Miglior performance in una serie drammatica – giovane attrice guest star | Danielle Keaton |
| 1992 | Golden Globe                         | Nominato  | Migliore serie televisiva drammatica                                     | – |
| 1993 | Golden Globe                         | Nominato  | Migliore serie televisiva drammatica                                     | – |
| 1993 | Golden Globe                         | Nominato  | Miglior performance da attore in una serie drammatica                    | Jason Priestley |
| 1995 | Golden Globe                         | Nominato  | Miglior performance da attore in una serie drammatica                    | Jason Priestley |
| 1992 | TP de Oro                            | Vinto     | Migliore serie estera                                                    | – |
| 1993 | TP de Oro                            | Vinto     | Migliore serie estera                                                    | – |
| 1995 | ASCAP Film e Television Music Awards | Vinto     | Serie televisiva "Top"                                                   | – |
| 1995 | Emmy Award                           | Nominato  | Miglior guest star in una serie drammatica                               | Milton Berle |
| 1996 | BMI Film & TV Awards                 | Vinto     | BMI TV Music Award                                                       | – |
| 1999 | Teen Choice Awards                   | Nominato  | Miglior attrice adolescente                                              | Jennie Garth |
| 2004 | TV Land Awards                       | Nominato  | Miglior "Greasy Spoon"                                                   | – |
| 2004 | TV Land Awards                       | 'Nominato | Miglior "Teen Dream – Male"                                              | Luke Perry |
| 2006 | TV Land Awards                       | Nominato  | Miglior "Greasy Spoon o Hangout"                                         | – |
| 2007 | TV Land Awards                       | Nominato  | Miglior coppia                                                           | Luke Perry e Shannen Doherty                                                                                                   |

## Accoglienza

### Ascolti
Dopo gli scarsi rating nella prima stagione, il rating medio degli episodi per stagione è aumentato, mantenendosi costantemente superiore all'11% dalla seconda stagione fino alla quinta stagione, nonostante la partenza di Shannen Doherty alla fine della quarta stagione. Dalla sesta stagione fino alla fine della serie, il punteggio medio è gradualmente diminuito, e il colpo finale fu all'inizio della nona stagione con gli addii di Jason Priestley e Tiffani Thiessen (entrambi i picchi di stagione all'8,1%). Da allora nessun episodio ha raggiunto ancora l'8% nelle classifiche fino al finale di serie, nonostante il ritorno di Luke Perry, con una media del rating che scende al 6,9% nella nona stagione al 5,9% nell'ultima. Durante l'intera serie, gli episodi con i punteggi più alti hanno raggiunto il picco del 14,1%, includendo gli episodi finali delle stagioni due e tre e l'episodio di apertura della quinta stagione.
| Stagione | Messa in onda        | Inizio            | Fine           | Stagione televisiva | Posizione | Spettatori generali | Rating (%) |
| -------- | -------------------- | ----------------- | -------------- | ------------------- | --------- | ------------------- | ---------- |
| 1        | Giovedì alle 21:00   | 4 ottobre 1990    | 9 maggio 1991  | 1990-1991           | #88       | 14.2                | 6.4        |
| 2        | Giovedì alle 21:00   | 11 luglio 1991    | 7 maggio 1992  | 1991-1992           | #48       | 17.6                | 11.7       |
| 3        | Mercoledì alle 20:00 | 15 luglio 1992    | 19 maggio 1993 | 1992-1993           | #42       | 18.3                | 11.1       |
| 4        | Mercoledì alle 20:00 | 8 settembre 1993  | 25 maggio 1994 | 1993-1994           | #41       | 21.7                | 11.3       |
| 5        | Mercoledì alle 20:00 | 7 settembre 1994  | 24 maggio 1995 | 1994-1995           | #46       | 14.7                | 11.2       |
| 6        | Mercoledì alle 20:00 | 13 settembre 1995 | 22 maggio 1996 | 1995-1996           | #53       | 14.5                | 9.9        |
| 7        | Mercoledì alle 20:00 | 21 agosto 1996    | 21 maggio 1997 | 1996-1997           | #61       | 13.2                | 8.3        |
| 8        | Mercoledì alle 20:00 | 10 settembre 1997 | 20 maggio 1998 | 1997-1998           | #59       | 11.4                | 8.2        |
| 9        | Mercoledì alle 20:00 | 16 settembre 1998 | 19 maggio 1999 | 1998-1999           | #75       | 9.7                 | 6.9        |
| 10       | Mercoledì alle 20:00 | 8 settembre 1999  | 17 maggio 2000 | 1999-2000           | #82       | 8.33                | 5.9        |

#### Finale di serie
Le valutazioni per la decima stagione sono scese a una media di 10 milioni di spettatori per episodio (secondo un numero di Us Weekly del maggio 2000). Le valutazioni erano piccole rispetto alle stagioni precedenti. I rating più bassi, insieme agli alti costi associati a qualsiasi programma televisivo nelle stagioni successive, hanno portato Fox a chiudere la serie nel gennaio 2000. Nonostante ci fossero molti cambiamenti nel cast, oltre 25 milioni di persone si sono sintonizzate per vedere l'episodio finale, che è andato in onda il 17 maggio 2000. Tutti gli attori più giovani, esclusi Shannen Doherty e Douglas Emerson, apparvero nel finale, insieme a Tiffani Thiessen.

### Critica
Rappresentò una nuova epopea della serialità televisiva mondiale; Beverly Hills è infatti il primo vero teen drama della storia televisiva a cui si deve la produzione successiva di serie come Party of Five, Dawson's Creek, Buffy l'ammazzavampiri, The O.C., One Tree Hill e Gossip Girl.
La serie, definita a tutt'oggi il più longevo teen drama (anche se negli USA la prima stagione non andò benissimo tanto da costringere i produttori a farne un'innovativa miniserie) si è aggiudicata tre telegatti, un Golden Globe e un premio come miglior colonna sonora. In Spagna ricevette due premi speciali come migliore serie televisiva straniera.
Tanti anche gli attori di supporto che sono diventati celebri grazie alla serie, tra di loro Hilary Swank, Vanessa Marcil, David Lascher, Casper Van Dien, Jason Wiles, Emma Caulfield, Rebecca Gayheart, Eva Longoria, Christina Aguilera, Matthew Perry e Jessica Alba. In un episodio nel ruolo di sé stesso apparve anche il produttore Aaron Spelling, padre di Tori.
In Italia, all'indomani della messa in onda dell'episodio pilota, il quotidiano La Stampa scrisse che i protagonisti della serie erano «freschi, puliti, con buoni valori in cui credere, in legittimo disaccordo con i genitori ma nello stesso tempo pieni di fiducia e rispettosi della loro autorità [...]. Anche turbati dai problemi dell'età o della condizione sociale, ma pieni di speranza. Il telefilm è meno banale di quanto sembri, ricco di messaggi subliminali degni della pubblicità: e il suo elemento-chiave è proprio la speranza, ai confini dell'illusione».

## Colonna sonora
|  | Nome                                          | Tracce | Etichetta                            | Pubblicazione     |
|  | --------------------------------------------- | ------ | ------------------------------------ | ----------------- |
|  | Beverly Hills 90210: The Soundtrack           | 12     | Giant Records / Warner Bros. Records | 20 ottobre 1992   |
|  | Beverly Hills 90210: The College Years        | 12     | Giant Records / Warner Bros. Records | 20 settembre 1994 |
|  | Beverly Hills 90210: Songs from the Peach Pit | 15     | Giant Records / Warner Bros. Records | 1996              |

## Spin-off

### Melrose Place
Lo show è ambientato in un piccolo complesso di appartamenti situato a West Hollywood, un distretto di Los Angeles, dove risiedono diversi ragazzi, ognuno con le proprie peculiarità, problematiche esistenziali, sogni e aspirazioni.

### Models, Inc.
Models, Inc. segue le lotte personali e professionali di diversi giovani modelli.

### 90210
Il 13 marzo 2008 è stato annunciato uno spin-off della serie, creato da Rob Thomas (già autore di Veronica Mars), che è stato trasmesso a fine 2008 su The CW. Da notare che lo spin-off, intitolato 90210 non vede coinvolto l'autore originale della serie Darren Star. Kristin Dos Santos ha confermato nel suo blog su E! online, che la serie non sarebbe stato un rifacimento della serie originale, e che avrebbe avuto personaggi completamente nuovi.
Dei personaggi della serie originale viene mantenuta Kelly Taylor, adesso nel ruolo di una consulente al West Beverly High. Ad interpretare Kelly è proprio Jennie Garth, attrice originale nella prima serie.. Benché ancora non ufficialmente coinvolta nel progetto, anche Tori Spelling ha pubblicamente espresso interesse nella possibilità di riprendere il suo ruolo di Donna Martin nella nuova versione dello show.. Ma il ritorno più atteso dai fan fu quello di Brenda Walsh, che nella nuova serie è un'insegnante di recitazione. A interpretare la gemella Walsh sarà Shannen Doherty.
Le prime voci circolate, che volevano l'attrice e cantante Hilary Duff nel ruolo di Annie Wilson, protagonista della serie, sono state smentite dalla diretta interessata.
La storia di Beverly Hills si dilunga solo nella prima stagione, poiché dalla seconda la serie si occupa solo delle storie dei nuovi personaggi: tuttavia, rimane nel cast Jennie Garth, nel ruolo di Kelly Taylor, solo per questa stagione, consolando la sorella Silver, per la morte della loro madre (Silver preferisce essere chiamata solo con il cognome, stesso di David; Silver è il frutto dell'unione tra la madre di Kelly e il padre di David, avvenuto nella seconda stagione della serie originale).
Il 3 maggio 2012, The CW, ha rinnovato 90210 per la Quinta stagione. Il 3 dicembre 2012 ha raggiunto il 100º episodio.
Il 28 febbraio 2013, in seguito al notevole calo di ascolti, causa, prima delle elezioni, poi del cambio di orario, la CW ha confermato la cancellazione della serie che si conclude quindi con l'episodio finale della quinta stagione.

### Melrose Place(2009)
Il 21 maggio 2009, venne annunciato lo sviluppo di una nuova versione di Melrose Place. I produttori di Smallville Todd Slavkin e Darren Swimmer hanno scritto la sceneggiatura dell'episodio pilota, diventando anche produttori esecutivi. La serie è stata cancellata il 20 maggio 2010.

## Altri media

### Unauthorized story
Il 3 ottobre 2015, venne trasmesso per la prima volta un film televisivo intitolato The Unauthorized Beverly Hills, 90210 Story, che ha raccontato il dietro le quinte della storia dello spettacolo.

## Reboot
Nel mese di dicembre 2018, è stato riportato da Deadline Hollywood che diverse reti stavano lavorando su un reboot della serie, sviluppato da Tori Spelling e Jennie Garth in collaborazione con CBS Television Studios. Venne confermato tutto il cast originale.
Il 1º febbraio 2019 Spelling confermò che era in corso un reboot dello show. Più tardi venne annunciato che non avrebbe fatto parte del reboot Shannen Doherty e che Luke Perry avrebbe partecipato al maggior numero possibile di episodi, ma evidentemente non a tutti, perché già impegnato in Riverdale; il nome di Perry uscirà però di scena nella maniera più tragica, il successivo 4 marzo, quando l'attore morirà improvvisamente all'età di 53 anni. A causa di questo evento Shannen Doherty, per omaggiare Perry, ha deciso di prendere parte al revival tornando ad interpretare Brenda in tutti gli episodi. Frattanto il 27 febbraio era stato annunciato l'ordine, da parte della Fox, di 6 episodi previsti per l’estate 2019 del reboot intitolato BH90210.
Nonostante un discreto successo iniziale, la serie non ha soddisfatto le aspettative del network ed è stata cancellata dopo una sola stagione.

## Reunion
Nel 2003 il canale Fox organizzò una sorta di reunion con gli attori delle prime quattro stagioni della serie. Il programma, dal titolo Year High School Reunion, mostrava le immagini più salienti delle prime quattro stagioni concentrandosi sul periodo del diploma. In Italia, nonostante molte richieste da parte dei fan, il programma non è mai andato in onda.

## Edizioni
- Francesca Baldacci, I bellissimi di Beverly Hills, Forte Editore, 1993.
- Mel Gilden, Beverly Hills 90210. Il primo incontro, Borgo San Dalmazzo, Sperling & Kupfer, 1992.[43]